# گئورگیوس هاتزیانستیس
گئورگیوس هاتزیانستیس (یونانی: Γεώργιος Χατζηανέστης؛ ۳ دسامبر ۱۸۶۳ – ۲۸ نوامبر ۱۹۲۲) ژنرال نیروی زمینی یونان بود. وی که در جنگ‌های متعددی حضور داشته بود پس از شکست یونان در جنگ یونان و ترکیه (۱۹۲۲–۱۹۱۹) در محاکمه شش نفر به عنوان یکی از مقصران اصلی محکوم و اعدام شد. 